# José Antonio Zaldúa
José Antonio Zaldúa Urdanavia (* 15. Dezember 1941 in Elizondo, Navarra; † 30. Juni 2018) war ein spanischer Fußballspieler.
Der Stürmer spielte in seiner Karriere lange Zeit für den FC Barcelona und gewann mit diesem Verein dreimal den spanischen Pokal und einmal den Messepokal.
Weiterhin bestritt er von 1961 bis 1963 drei Spiele für die spanische Nationalelf.

## Erfolge
- Spanischer Pokal: 1963, 1968, 1971
- Messepokal: 1966